# Пино-нуар
Пино́-нуа́р (фр. Pinot noir), или Шпетбургундер (нем. Spätburgunder) — технический (винный) сорт чёрного винограда, из которого многие столетия производятся все красные вина Бургундии. В переводе с французского название означает «чёрная шишка»: небольшие плотные гроздья этого винограда по внешнему виду немного напоминают шишки. Термин «пино-нуар» также используется для обозначения моносепажных вин (то есть вин, производимых только из этого сорта винограда).
Ни один сорт чёрного винограда не имеет такой аристократической родословной и ни из одного сорта не производят более дорогие вина. Наряду с сортами пино-блан, пино-гри, пино-менье и фрюбургундер образует группу близкородственных сортов, которые легко и часто мутируют друг в друга. Среди потомков сортов этой группы — шардоне, алиготе, осеруа, гаме, мелон и пинотаж.

## Происхождение
Родина пино-нуара — Бургундский винодельческий регион, где ему отдавали предпочтение ещё средневековые монахи-виноделы (в том числе из аббатства Сито). Судя по обилию и широкому распространению потомков, пино-нуар наряду с саваньеном — один из старейших сортов винограда, достоверно использовавшихся для производства вин на западе Европы. В июле 1395 года бургундский герцог Филипп Смелый издал распоряжение, по сути запретившее производство бургундских красных вин из других сортов. Наиболее дорогие вина мира (например, «Романе-Конти») производятся именно из пино-нуара, выращенного на «великих виноградниках» (гран-крю) возвышенности Кот-д’Ор.
В 2007 году пино чёрный стал первым плодовым растением, чей геном был полностью расшифрован учёными. Несмотря на многочисленные гипотезы, происхождение сорта остаётся окружённым завесой тайны. Многие авторы пытаются соотнести его с лозами Галлии, упоминаемыми в античности, однако всё это не более чем догадки.

## Характеристики

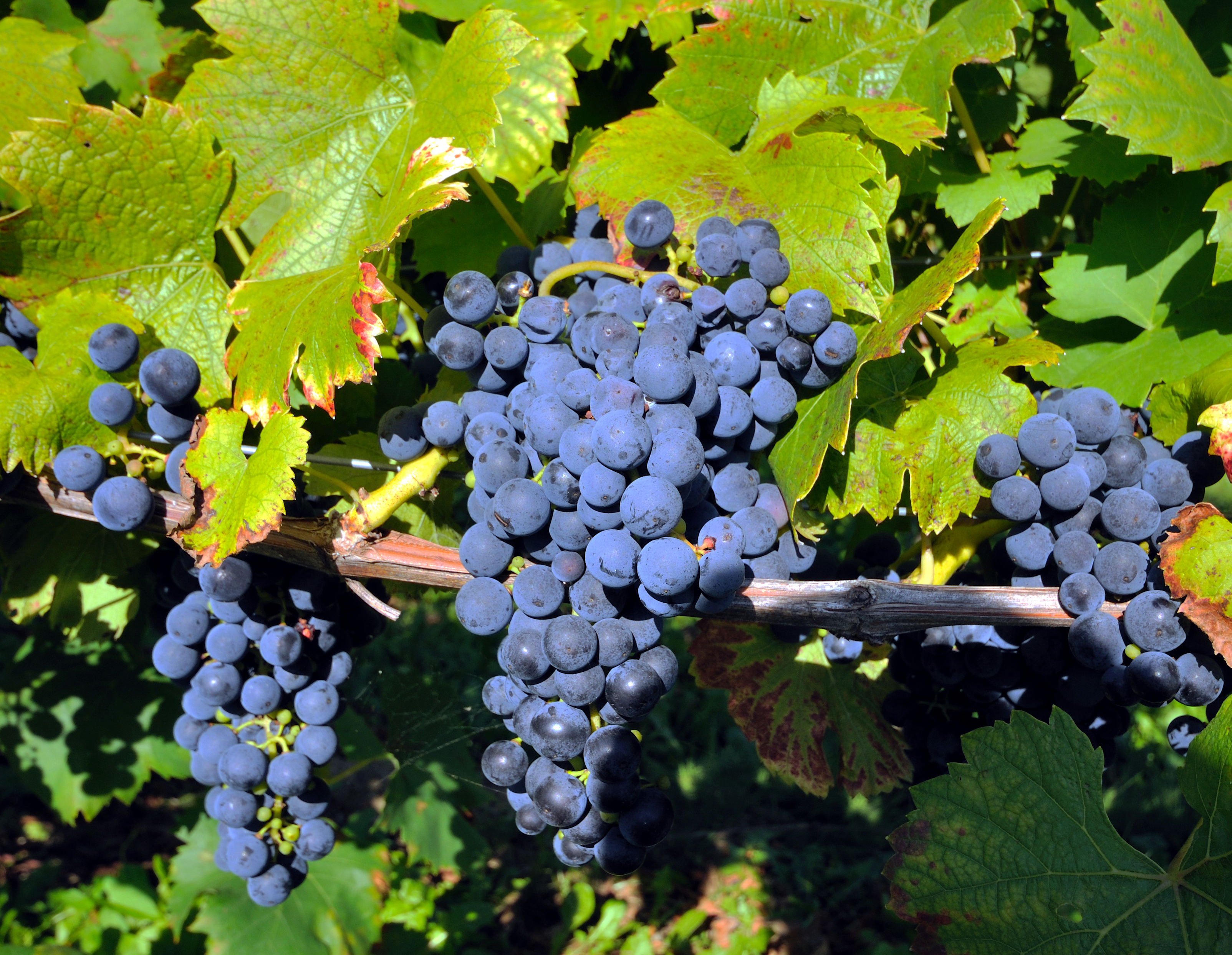
Грозди пино-нуара

Пино чёрный возделывается преимущественно в винодельческих регионах с умеренно прохладным климатом и даёт достаточно светлые / прозрачные вина с гранатовым оттенком, мягкими танинами и средним уровнем алкоголя (редко более 13%). В жарком климате пино-нуар созревает слишком быстро, не успев толком раскрыть свой букет. Ягоды средней величины, гроздь мелкая. 
Урожайность пино-нуар невысокая, и для хорошего роста он предпочитает пологие склоны с умеренно сухими известковыми почвами. Устойчив в средней степени к таким заболеваниям, как мильдью и оидиум, слабо устойчив к серой гнили. Зимостойкость сорта относительно высокая.  Различные клоны, мутации и вариации пино-нуара созревают с интервалом в 4—6 недель.
Среди виноградарей сорт считается капризным: очень зависим от погодных условий и особенностей местности, уровень и качество урожая предсказать довольно сложно. Ещё сложнее предсказать эволюцию вина из пино-нуара при выдержке. Андре Челищев шутил, что с точки зрения виноделов «Бог создал каберне-совиньон, а дьявол создал пино-нуар».

## Виноделие
Оплотом пино-нуара на протяжении столетий является Бургундия, где он преобладает, в частности, на элитных виноградниках района Кот-де-Нюи. Подобно шардоне среди белых сортов, пино-нуар считается идеальным для выражения терруара, то есть уникальных особенностей того места, где он выращивается.

Также это наиболее распространённый (38% площади) сорт на виноградниках Шампани. Пино-нуар — один из трёх основных сортов винограда, используемых для производства шампанского. С XX века применяется и для производства иных игристых вин, в том числе белых (например, во Франчакорте). 

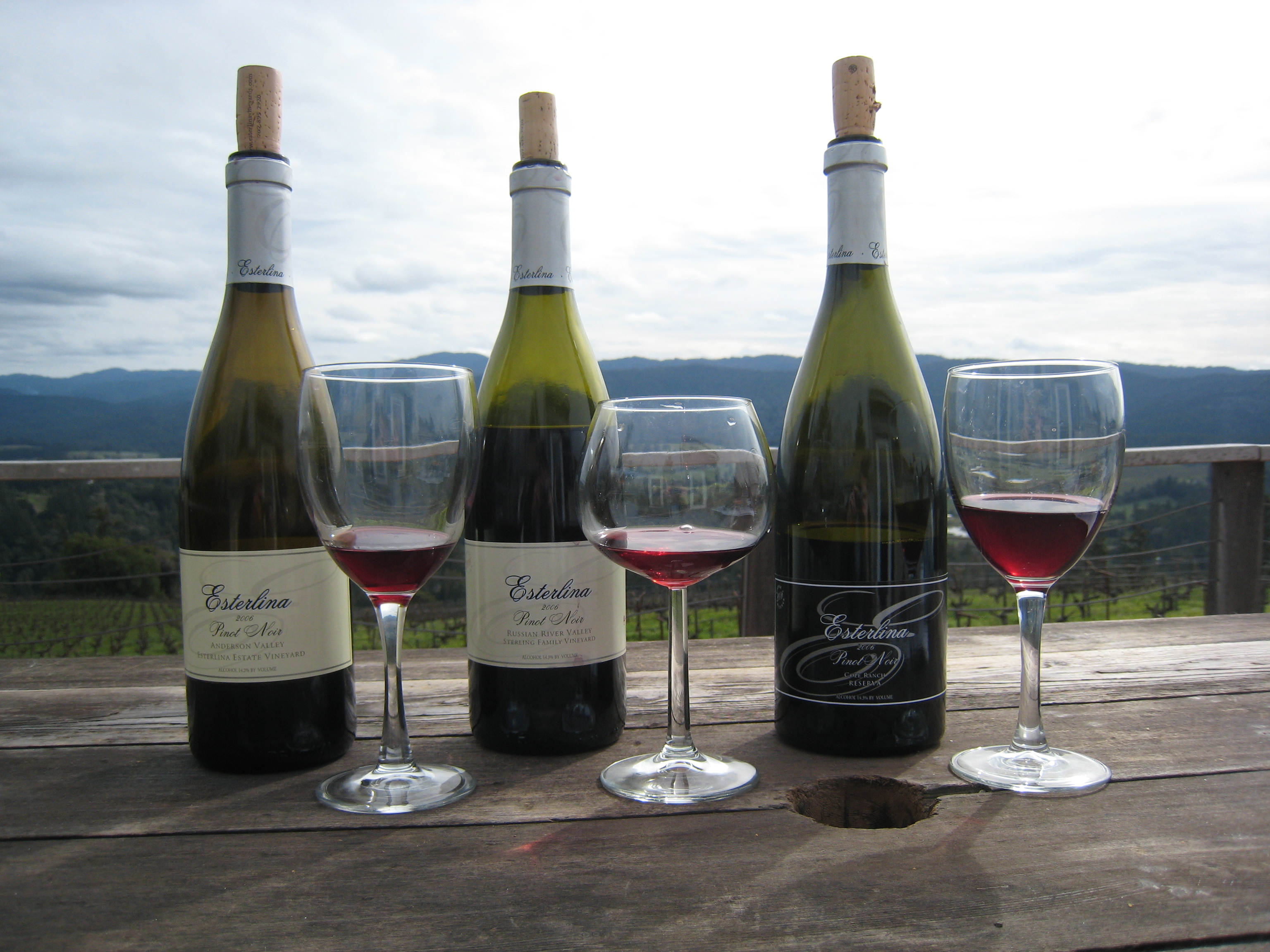
Вина из пино-нуара

Третье место после Франции и США по площадям виноградников, отданных под пино-нуар, занимает Германия, где этот сорт называют «поздним бургундским» (нем. Spätburgunder). В Германской империи этот сорт возделывали преимущественно в Эльзасе, где он давал весьма лёгкие, подчас даже розовые вина.
Посадки пино-нуара можно встретить также в Австрии, Италии, Швейцарии, Японии и различных странах Нового Света, что позволяет считать его одним из международных (интернациональных) сортов. Некоторые виноделы Нового Света научились получать из пино-нуара полнотелые вина густой окраски.
Ароматика вин из пино-нуара крайне разнообразна. В молодых винах обычно преобладают ноты красных ягод (вишня, малина, земляника), однако с ходом времени вино может эволюционировать в непредсказуемом направлении, при благоприятных обстоятельствах развивая сложный и утончённый аромат.

## Синонимы
Blauburgunder, Blauer Arbst, Blauer Spätburgunder (нем.), Burgunder, Cortaillod, Morillon, Morillon Noir, Mourillon, Spätburgunder (нем.), Rulandské modré (чешск.), Pinot Franc, Pinot Nero (итал.), Savagnin Noir, Salvagnin Noir, Пино Фран, Пино Чёрный.